# Frauenverdienstkreuz (Braunschweig)
Das Frauenverdienstkreuz wurde am 25. April 1912 von Herzog Albrecht zu Mecklenburg als Regent des Herzogtums Braunschweig in zwei Klassen gestiftet.
Es konnte an Frauen und Jungfrauen verliehen werden, die sich durch aufopfernde persönliche Tätigkeit auf dem Gebiet der Nächstenliebe verdient gemacht hatten.
Um die I. Klasse verliehen zu bekommen, musste man seit 10 Jahren im Besitz der II. Klasse sein. Davon konnte aber in Ausnahmefällen abgesehen werden.
Das Ordenszeichen ist ein gleicharmiges Kreuz aus Silber (I. Klasse Silber vergoldet) mit blattförmigen Enden. Auf den Kreuzarmen befindet sich senkrecht die Inschrift WIRKE TREU IN und waagerecht NÄCHSTENLIEBE. Rückseitig ist das Kreuz glatt.
Die Auszeichnung wurde zur Schleife an einem weißen Band mit dunkelblauen Randstreifen getragen.
Nach dem Tode der Beliehenen war der Orden an die Ordenskanzlei zurückzugeben.